# Aisha Balarabe
Aisha Balarabe (née Aisha Mohammed le 21 octobre 1985) est une joueuse nigériane de basket-ball. Elle est membre de l'équipe du Nigeria de basket-ball féminin et a participé aux Jeux olympiques d'été de 2004 ainsi qu'au Mondial 2006 et au Mondial 2018.

## Carrière
E, 2017-18, elle joue pour l'équipe turque du İstanbul Üniversitesi SK (en).

## Palmarès
- Médaille d'or aux Jeux africains de 2003
- Médaille d'or au championnat d'Afrique 2005
- Médaille de bronze aux Jeux africains de 2011
- Médaille d'or au championnat d'Afrique 2017
- Médaille d'or au championnat d'Afrique 2019